# 二式機炮
二式機炮是日本帝國海軍於1942年4月開始研發的空用機炮，口徑為30毫米，它是由生產九九式機炮的大日本兵器株式会社(原名"富岡兵器製作所")把九九式機炮放大至30毫米口徑而得來，由河村正弥博士設計，發射30毫米x92RB炮彈。

## 使用機種
- 零戰三二型

1943年時日本軍方把5架零戰三二型改裝，把其機翼的九九式機炮改為二式機炮去試驗其威力，其中有三架在轉場的機場上被美機炸毀，其餘兩架在南方戰場上表現出30毫米機炮的威力的確驚人
- J8M秋水火箭機

在其機身左右兩側各有一門

## 基本規格
- 總重:51kg
- 全長:2,086mm
- 槍管長度:1,350mm
- 口徑:30mm
- 子彈:30mm x 92RB
- 供彈方式:42發彈鼓
- 炮口初速:710m/s
- 發射速率:380r/m

## 評語
二式機炮雖然彈頭威力大而且考慮和九九式的換裝問題，其42發彈鼓也和九九式的100發彈鼓的尺寸也幾近相同，因此可以不作改裝而裝於零戰的機翼之中去取代九九式機炮，但二式機炮的炮彈初速低(710米/秒)故而射程短(不足500米)，這令日本軍方不滿意而要另外發展五式機炮

## 研發國家
- 日本

## 外部連結
- 舊日本陸海軍航空槍炮發展史（页面存档备份，存于）